# Гомес, Хайме (футболист)
Хайме Давид Гомес Мунгия (исп. Jaime David Gómez Munguía; 29 декабря 1929, Мансанильо, Колима — 3 мая 2008, Гвадалахара) — мексиканский футбольный вратарь, участник ЧМ-1958 и ЧМ-1962.

## Биография

### Клубная карьера
На ранних этапах карьеры Гомес играл в волейбол и баскетбол, в качестве игрока которого выиграл ряд титулов.
Затем Гомес перешёл в футбол и присоединился к клубу «Гвадалахара», за который играл 14 сезонов. В составе «Гвадалахары» он выиграл 6 чемпионатов Мексики, 5 трофеев Чемпион чемпионов Мексики, Кубок чемпионов КОНКАКАФ 1962 года и Кубок Мексики 1963 года.
Покинув «Гвадалахару», играл за «Монтеррей» (1964—1967), «Оро» (1968—1969) и «Сан-Исидиро Лагуна» (1969—1970), который стал последним клубом в его карьере.

### Карьера в сборной
В составе сборной Мексики был в заявке среди трёх вратарей на ЧМ-1958 и ЧМ-1962, но на турнирах не играл.

### Смерть
Скончался 4 мая 2008 года в возрасте 78 лет в Гвадалахаре от рака поджелудочной железы..

## Достижения
«Гвадалахара»
- Чемпион Мексики (6): 1956/57, 1958/59, 1959/60, 1960/61, 1961/62, 1963/64
- Обладатель Кубка Мексики (1): 1963
- Победитель Чемпион чемпионов Мексики (5):1957, 1959, 1960, 1961, 1964
- Победитель Кубка чемпионов КОНКАКАФ (1): 1962